# Üregestönkű rétgomba
Az üregestönkű rétgomba (Agrocybe vervacti) a harmatgombafélék családjába tartozó, Európában és Észak-Amerikában honos, réteken, füves helyeken élő, nem ehető gombafaj.

## Megjelenése
Az üregestönkű rétgomba kalapja 1-4 (5) cm széles, alakja fiatalon domború, majd széles domborúan, laposan kiterül. Színe okkersárgás, viaszsárgás, a közepe kissé sötétebb; ; szárazon kifakul. Felülete sima, nedvesen kissé nyálkás.
Húsa sárgás. Szaga és íze nem jellegzetes.
Sűrű lemezei szélesen tönkhöz nőttek, gyakran foggal; sok a féllemez. Színük eleinte szürkésokkeres, később barna; élük világosabb.
Tönkje 2-5 (7) cm magas és 0,3-0,5 cm vastag. Alakja egyenletesen hengeres vagy a töve felé kissé vastagodik.  Színe okkersárgás vagy fehéressárga. Felszíne szálas, gyengén pelyhes. Töve gyakran fehéres rizomorfban folytatódik, amihez a földben gumószerű szklerócium csatlakozhat. Belseje fiatalon alig, idősen jól láthatóan üreges. 
Spórapora sötétbarna. Spórája elliptikus, sima, mérete 7-9 x 4,5-6 µm.

### Hasonló fajok
A sárga rétgomba, a korai porhanyósgomba, a tavaszi rétgomba hasonlít hozzá.

## Elterjedése és termőhelye
Európában és Észak-Amerikában honos. Magyarországon nem ritka.
Réteken, legelőkön, útszéleken, kertekben, esetleg lomberdőben fordul elő; a korhadó növényi maradványokat bontja.

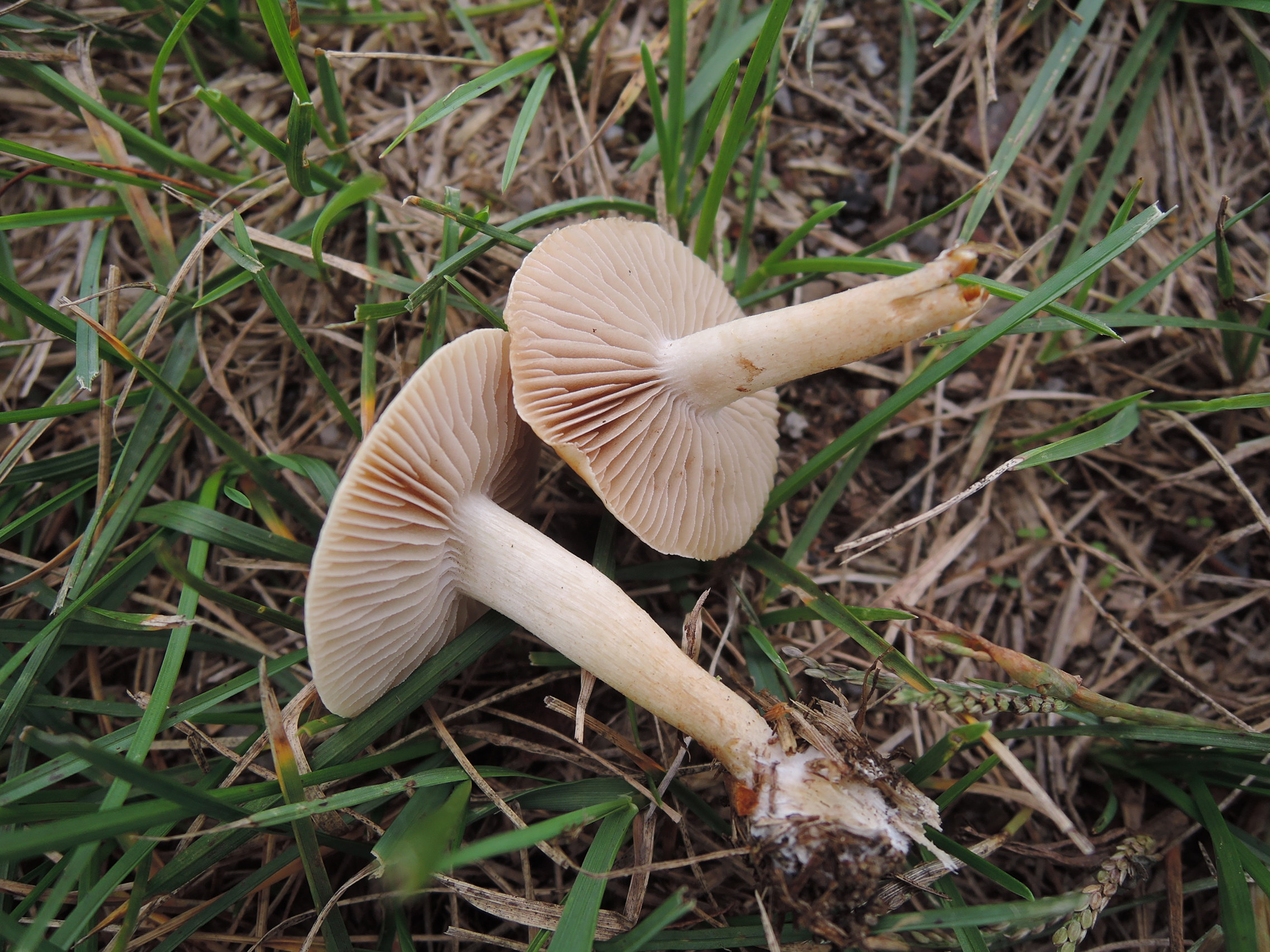
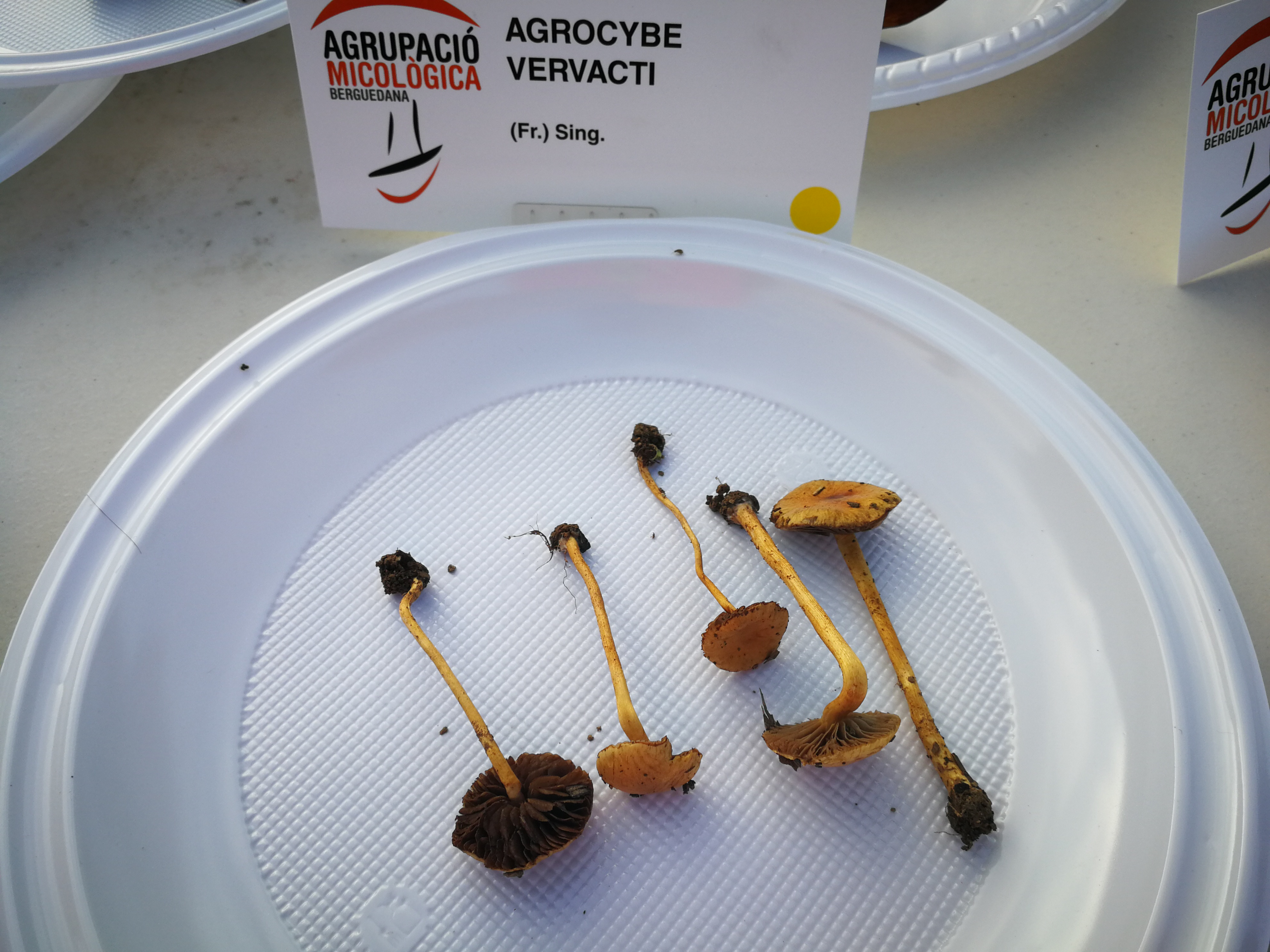
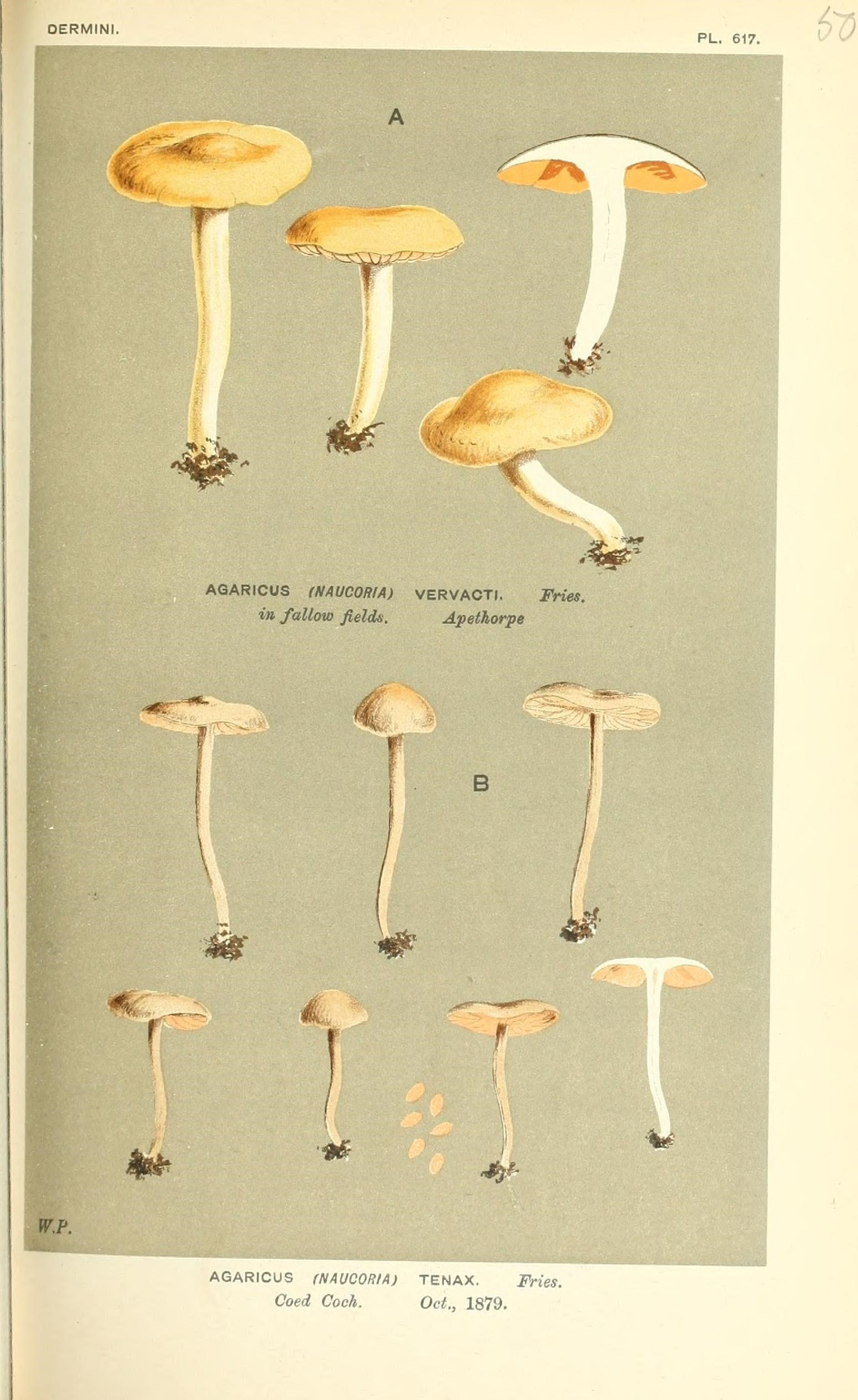

Nem ehető. 